# Onthophagus strnadi
Onthophagus strnadi är en skalbaggsart som beskrevs av Kabakov 1998. Onthophagus strnadi ingår i släktet Onthophagus och familjen bladhorningar. Inga underarter finns listade i Catalogue of Life.